# Zsolt Lőw
Zsolt Lőw (Budapest, Hungría, 29 de abril de 1979) es un exjugador y entrenador de fútbol húngaro. Actualmente está sin club.

## Trayectoria

### Como jugador
Lőw comenzó su carrera futbolística en el Újpest de Budapest. A los 17 años debutó con el equipo profesional en un partido de la Copa de la UEFA contra el Brujas y en 2002 ganó la Copa de Hungría. De cara a la temporada 2002-03, fichó por el Energie Cottbus de la Bundesliga donde disputó 31 partidos, aunque el equipo terminó descendiendo a la 2. Bundesliga. Sin embargo, permaneció en el club de Lusacia y en las dos temporadas siguientes disputó un total de 48 partidos de segunda división, anotando cinco goles. Para la campaña 2005-06, se trasladó al Hansa Rostock y jugó allí once partidos.
Después de sólo una temporada, se unió al equipo de la liga regional TSG 1899 Hoffenheim. Jugó once partidos y ascendió a la 2. Bundesliga con el equipo de Baden como segundo en la tabla y en 2008 consiguió el ascenso a la Bundesliga. Para la segunda mitad de la temporada 2008-09, se trasladó al 1. F.S.V. Mainz 05. Tras expirar su contrato en 2011, decidió retirarse del fútbol profesional porque ya no podía hacer frente a las exigencias físicas.

### Como entrenador
Lőw inició su carrera como entrenador en 2012 como asistente técnico de Peter Zeidler en el FC Liefering, el equipo filial del Red Bull Salzburgo. Cuando Adi Hütter se incorporó al Salzburgo como entrenador en 2014, se convirtió en su asistente hasta que Hütter se marchó de Berna. Al mismo tiempo, se incorporó también al RB Leipzig como uno de los asistentes de Ralf Rangnick. Cuando el Leipzig ascendió a la Bundesliga, Rangnick dejó de ser entrenador y contrató a Ralph Hasenhüttl, quien continuó trabajando con Lőw como su asistente.
En julio de 2018, se marchó del club alemán para unirse a Thomas Tuchel como asistente en el Paris Saint-Germain. En diciembre de 2020, el director deportivo del PSG, Leonardo, rescindió el contrato de Tuchel. Al mes siguiente, se unió al entrenador alemán cuando fue fichado para entrenar al Chelsea. En marzo de 2023, poco después de que Tuchel fuera nombrado entrenador del Bayern de Múnich, se unió a él como su asistente técnico.
A finales de enero de 2025, se convirtió en jefe de desarrollo de fútbol en Red Bull GmbH para trabajar junto a Jürgen Klopp. Sin embargo, el 30 de marzo, asumió al frente del RB Leipzig hasta el final de temporada en reemplazo de Marco Rose.

## Clubes

### Como jugador
| Club                | País     | Año       |
| ------------------- | -------- | --------- |
| Újpest              | Hungría  | 1998-2002 |
| Energie Cottbus     | Alemania | 2002-2005 |
| Hansa Rostock       | Alemania | 2005-2006 |
| TSG 1899 Hoffenheim | Alemania | 2006-2008 |
| 1. F.S.V. Mainz 05  | Alemania | 2009-2011 |

### Como entrenador
| Club       | País     | Año  |
| ---------- | -------- | ---- |
| RB Leipzig | Alemania | 2025 |

## Estadísticas como entrenador
| Equipo                | Div.  | Temporada | Liga | Liga | Liga | Liga | Liga |    | Copa | Copa | Copa | Copa |   | Internacional | Internacional | Internacional | Internacional | Internacional |   | Otros | Otros | Otros | Otros |   | Totales     | Totales | Totales | Totales | Totales | Totales | Totales | Totales |
| Equipo                | Div.  | Temporada | PD   | G    | E    | P    | Pos. | PD | G    | E    | P    | PD   | G | E             | P             | Pos.          | PD            | G             | E | P     | PD    | G     | E     | P | Rendimiento | GF      | GC      | Dif.    |         |         |         |         |
| --------------------- | ----- | --------- | ---- | ---- | ---- | ---- | ---- | -- | ---- | ---- | ---- | ---- | - | ------------- | ------------- | ------------- | ------------- | ------------- | - | ----- | ----- | ----- | ----- | - | ----------- | ------- | ------- | ------- | ------- | ------- | ------- | ------- |
| RB Leipzig · Alemania | 1.ª   | 2024-25   | 7    | 2    | 3    | 2    | 7.º  | 1  | 0    | 0    | 1    | -    | - | -             | -             | -             | -             | -             | - | -     | 8     | 2     | 3     | 3 | 37.5%       | 13      | 17      | -4      |         |         |         |         |
| RB Leipzig · Alemania | Total | Total     | 7    | 2    | 3    | 2    | -    | 1  | 0    | 0    | 1    | -    | - | -             | -             | -             | -             | -             | - | -     | 8     | 2     | 3     | 3 | 37.5%       | 13      | 17      | -4      |         |         |         |         |
| 1.                    |       |           |      |      |      |      |      |    |      |      |      |      |   |               |               |               |               |               |   |       |       |       |       |   |             |         |         |         |         |         |         |         |

#### Resumen por competiciones
| Competición      | Partidos | Ganados | Empatados | Perdidos | %      | Resultado   |
| ---------------- | -------- | ------- | --------- | -------- | ------ | ----------- |
| Bundesliga       | 7        | 2       | 3         | 2        | 42.86% | 7.º lugar   |
| Copa de Alemania | 1        | 0       | 0         | 1        | 0%     | Semifinales |
| TOTAL            | 8        | 2       | 3         | 3        | 37.5%  | Sin Títulos |

## Palmarés

### Como jugador

#### Campeonatos nacionales
| Título          | Club   | País    | Año     |
| --------------- | ------ | ------- | ------- |
| Copa de Hungría | Újpest | Hungría | 2001-02 |